# Andesipolis whartoni
Andesipolis whartoni är en stekelart som beskrevs av Whitfield och Choi 2004. Andesipolis whartoni ingår i släktet Andesipolis och familjen bracksteklar. Inga underarter finns listade i Catalogue of Life.